# Richard Libertini
Richard Libertini (* 21. Mai 1933 in Cambridge, Massachusetts; † 7. Januar 2016 in Los Angeles, Kalifornien) war ein US-amerikanischer Schauspieler.

## Leben und Leistungen
Die Eltern von Richard Libertini wanderten aus Süditalien in die USA ein. Seine Muttersprache ist sowohl Englisch wie auch Italienisch. Libertini absolvierte das Bostoner Emerson College, anschließend war er als Musiker tätig. Später zog er nach New York City, wo er gemeinsam mit den früheren Schulkollegen die Revue Stewed Prunes ausstellte. Im Jahr 1969 trat er im Theaterstück Don’t Drink the Water von Woody Allen auf; im gleichen Jahr wurde das Stück mit Libertini in einer der Rollen verfilmt.
Libertini spielte in der Abenteuerkomödie Popeye (1980) von Robert Altman an der Seite von Robin Williams. In der Komödie Solo für 2 (1984) spielte er an der Seite von Steve Martin und Lily Tomlin die Rolle von Prahka Lasa, einem Guru, der die Seelenwanderung bewirkt. In den Komödien Fletch – Der Troublemaker (1985) und Fletch – Der Tausendsassa (1989) spielte er die Rolle von Frank Walker, dem Chef von Irwin Fletcher („Fletch“), den Chevy Chase verkörperte. Im Filmdrama Nell (1994) spielte er an der Seite von Jodie Foster, Liam Neeson und Natasha Richardson die Rolle des Arztes Dr. Alexander Paley. Insgesamt wirkte er an mehr als 100 Produktionen mit.
Libertini heiratete im Jahr 1963 die Schauspielerin Melinda Dillon, aus der 1978 geschiedenen Ehe kommt ein Sohn. Der Schauspieler starb im Januar 2016 im Alter von 82 Jahren nach einer Krebserkrankung.

## Filmografie (Auswahl)
- 1968: Die Nacht, als Minsky aufflog (The Night They Raided Minsky’s)
- 1969: Don’t Drink the Water
- 1970: Nie wieder New York (The Out-of-Towners)
- 1970: Catch-22 – Der böse Trick (Catch-22)
- 1971: Mary Tyler Moore (The Mary Tyler Moore Show, Fernsehserie, Folge 1x24)
- 1975: Die Jeffersons (The Jeffersons, Fernsehserie, Folge 2x01)
- 1976: Quincy (Quincy, M.E., Fernsehserie, Folge 1x02)
- 1977: Drei Engel für Charlie (Charlie’s Angels, Fernsehserie, Folge 1x20)
- 1977: Baretta (Fernsehserie, Folge 3x20)
- 1977: Die Sieben-Millionen-Dollar-Frau (The Bionic Woman, Fernsehserie, Folge 2x22)
- 1977: Es brennt an allen Ecken (Fire Sale)
- 1977: Soap – Trautes Heim (Soap, Fernsehserie, 4 Folgen)
- 1978: In der Glut des Südens (Days of Heaven)
- 1978–1980: Barney Miller (Fernsehserie, 3 Folgen)
- 1979: Zwei in Teufels Küche (The In-Laws)
- 1980: Popeye – Der Seemann mit dem harten Schlag (Popeye)
- 1981: Mork vom Ork (Mork & Mindy, Fernsehserie, Folge 3x12)
- 1981: Sharky und seine Profis (Sharky’s Machine)
- 1982: Bret Maverick (Fernsehserie, 2 Folgen)
- 1982: Zwei dicke Freunde (Best Friends)
- 1983: Auf die Bäume ihr Affen, der Urwald wird gefegt (Going Berserk)
- 1983: Das Bombengeschäft (Deal of the Century)
- 1984: Bitte nicht heute nacht! (Unfaithfully Yours)
- 1984: Trapper John, M.D. (Fernsehserie, Folge 5x18)
- 1984: Solo für 2 (All of Me)
- 1985: Fletch – Der Troublemaker (Fletch)
- 1986: Sterben… und leben lassen (Big Trouble)
- 1986: Das Model und der Schnüffler (Moonlighting, Fernsehserie, Folge 3x08)
- 1988: Family Man (Fernsehserie, 7 Folgen)
- 1988: Verraten (Betrayed)
- 1989: Fletch – Der Tausendsassa (Fletch Lives)
- 1989: Einfach affig (Animal Behavior)
- 1990: DuckTales: Der Film – Jäger der verlorenen Lampe (DuckTales the Movie: Treasure of the Lost Lamp, Sprechrolle)
- 1990: DuckTales – Neues aus Entenhausen (DuckTales, Fernsehserie, 3 Folgen, Sprechrolle)
- 1990: Zeit des Erwachens (Awakenings)
- 1990: Fegefeuer der Eitelkeiten (The Bonfire of the Vanities)
- 1990–1991: Alles Pasta! (The Fanelli Boys, Fernsehserie, 19 Folgen)
- 1991–1992: Knall-Cops (Pacific Station, Fernsehserie, 13 Folgen)
- 1992: Harrys Nest (Empty Nest, Fernsehserie, Folge 4x15)
- 1992: Murphy Brown (Fernsehserie, Folge 5x09)
- 1993: L.A. Law – Staranwälte, Tricks, Prozesse (L.A. Law, Fernsehserie, Folge 8x08)
- 1993: Superman – Die Abenteuer von Lois & Clark (Lois & Clark, Fernsehserie, Folge 1x11)
- 1993–1996: Mord ist ihr Hobby (Murder, She Wrote, Fernsehserie, 3 Folgen)
- 1994: Nell
- 1994–1999: Law & Order (Fernsehserie, 3 Folgen)
- 1995: Chicago Hope – Endstation Hoffnung (Chicago Hope, Fernsehserie, Folge 2x07)
- 1996: Star Trek: Deep Space Nine (Fernsehserie, Folge 4x16 Die Übernahme)
- 1996: Cosby (Fernsehserie, Folge 1x06)
- 1997: Besucher aus dem Jenseits – Sie kommen bei Nacht (House of Frankenstein, Miniserie)
- 1998: A Bright Shining Lie – Die Hölle Vietnams (A Bright Shining Lie, Fernsehfilm)
- 1998: Lethal Weapon 4
- 1998: Columbo: Das Aschenpuzzle (Ashes to Ashes, Fernsehfilm)
- 1999: Vendetta – Das Gesetz der Gewalt (Vendetta, Fernsehfilm)
- 2000: Noch mal mit Gefühl (Once and Again, Fernsehserie, Folge 1x18)
- 2000: New York Cops – NYPD Blue (NYPD Blue, Fernsehserie, Folge 7x18)
- 2000: Nash Bridges (Fernsehserie, Folge 6x07)
- 2000/2001: The District – Einsatz in Washington (The District, Fernsehserie, 2 Folgen)
- 2002: Drew Carey Show (The Drew Carey Show, Fernsehserie, Folge 7x26)
- 2005: Monk (Fernsehserie, Folge 4x05 Mr. Monk ist betrunken)
- 2006: Verbraten und Verkauft (Grilled)
- 2007: Deckname Jane Doe: Tödliche Gedankenkontrolle (Jane Doe: How to Fire Your Boss)
- 2008: Numbers – Die Logik des Verbrechens (NUMB3RS, Fernsehserie, Folge 5x06)
- 2009: Supernatural (Fernsehserie, Folge 4x12 Illusionen)
- 2010: Sonny Munroe (Sonny with a Chance, Fernsehserie, Folge 2x20)
- 2011: Mein Freund, der Delfin (Dolphin Tale)
- 2015: Aquarius (Fernsehserie, 2 Folgen)